# Сетчатый жираф
Сетчатый жираф (лат. Giraffa camelopardalis reticulata) — подвид жирафа, обитающий на территории Африканского Рога: в Сомали, на юге Эфиопии и на севере Кении. В дикой природе сохранилось около 8500 особей.

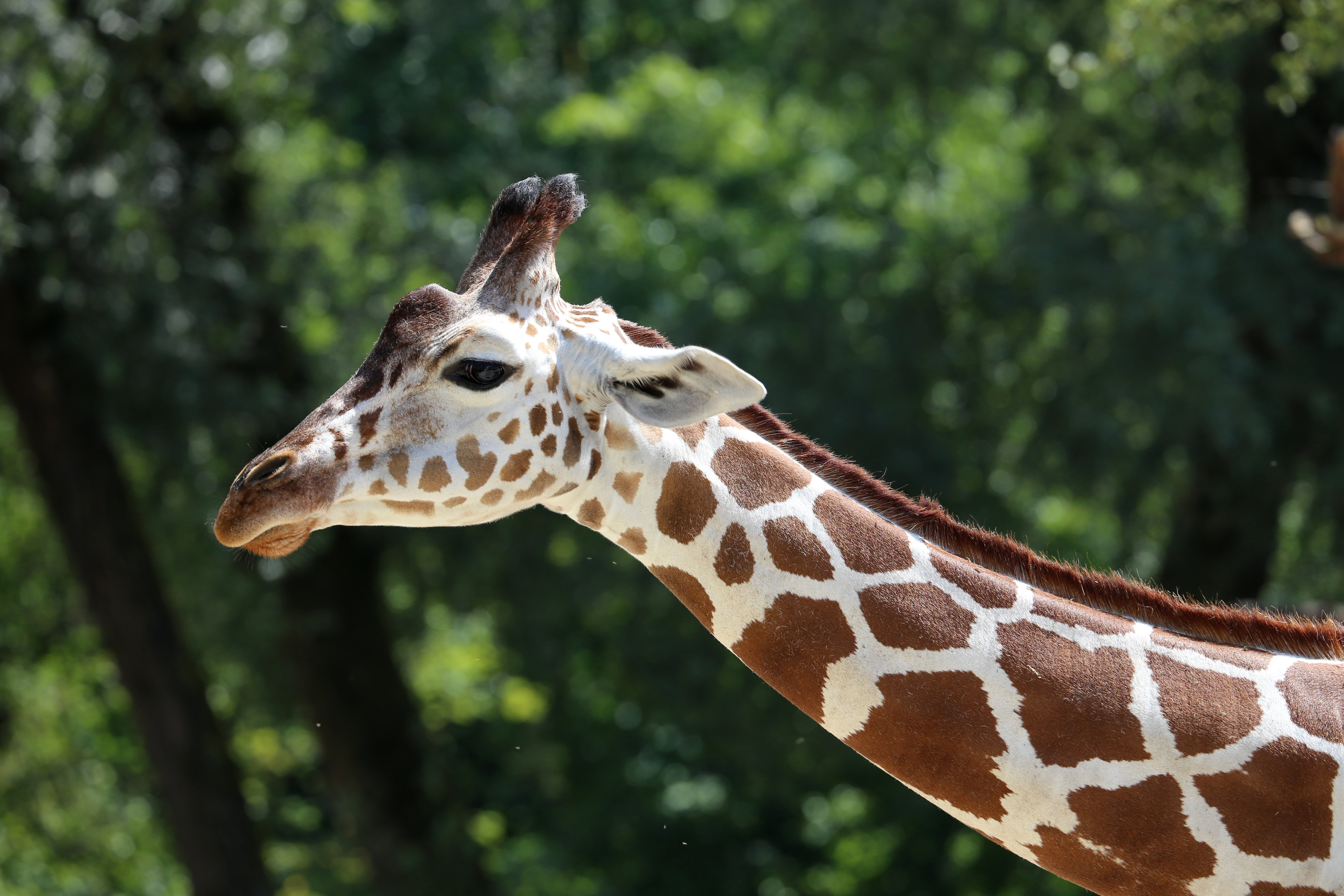

Наряду с жирафом Ротшильда этих жирафов чаще всего можно увидеть в зоопарках. Окраска его шерсти состоит из крупных многоугольных пятен коричневато-оранжевого цвета, очерченных сетью чисто-белых линий. Пятна могут иногда казаться тёмно-красными и покрывают в том числе ноги животного.
Единственный в мире сетчатый жираф без пятен родился в 2023 году в американском штате Теннеси.

## Распространение и среда обитания
Исторически сетчатые жирафы встречались повсеместно в Северо-Восточной Африке. Их любимыми местами обитания являются саванны, лесные массивы, сезонные поймы и тропические леса.

## Таксономия
В настоящее время МСОП признаёт только один вид жирафа с девятью подвидами, одним из которых является сетчатый жираф. Все современные жирафы были первоначально классифицированы как один вид Карлом Линнеем в 1758 году. Подвид был описан как новый вид с биномиальным названием Giraffa reticulata британским зоологом Уильямом Эдвардом де Винтоном в 1899 году.
По классификации Сеймура относятся к одному из подтверждённых подвидов. Внутренняя систематика жирафов по работе Fennessy и коллег 2016 года:

|  | Масайский жираф                                                    |
|  |                                                                    |
|  | \| \| Сетчатый жираф \| \| \| \| \| \| Нубийский жираф \| \| \| \| |
|  |                                                                    |
|  | Сетчатый жираф                                                     |
|  |                                                                    |
|  | Нубийский жираф                                                    |
|  |                                                                    |

|  | Сетчатый жираф  |
|  |                 |
|  | Нубийский жираф |
|  |                 |

|  | Масайский жираф                                                    |
|  |                                                                    |
|  | \| \| Сетчатый жираф \| \| \| \| \| \| Нубийский жираф \| \| \| \| |
|  |                                                                    |
|  | Сетчатый жираф                                                     |
|  |                                                                    |
|  | Нубийский жираф                                                    |
|  |                                                                    |

|  | Сетчатый жираф  |
|  |                 |
|  | Нубийский жираф |
|  |                 |

Сетчатые жирафы могут скрещиваться с другими подвидами жирафов в неволе или при контакте с популяциями других подвидов в дикой природе.